# سوتلانا چروونایا
سوتلانا الکساندرونا چروونایا (روسی: Светлана Aлександровна Червонная، انگلیسی: Svetlana Alexandrovna Chervonnaya؛ زادهٔ ۱۴ اکتبر ۱۹۴۸) مورخ روسی متخصص در تاریخ سیاسی دوران جنگ سرد و فعالیت‌های جاسوسی شوروی در ایالات متحده آمریکا است. چروونایا، همراه با الن شرکر، از جمله دانشمندانی است که علیه برترانگاری و پیروزنمایی آمریکای پساشوروی استدلال می‌کند. در دوره پس از فروپاشی اتحاد جماهیر شوروی، چروونایا به عنوان محقق و تهیه‌کننده برنامه‌های تلویزیونی مستند که در ایالات متحده، آلمان و روسیه دیده می‌شود، کار کرده‌است.

## اوایل زندگی و تحصیلات
سوتلانا الکساندرونا چروونایا در ۱۴ اکتبر ۱۹۴۸ در مسکو از پدر و مادری یهودی به دنیا آمد. اجداد چروونایا اهل اوکراین، لهستان، و بلاروس بودند که در زمان تزاری به دلیل محدودیت‌های یهودستیزانه در محل اقامت یهودیان، مجبور به زندگی در چنین مکان‌هایی بودند.
پدر چروونایا بازپرس در دفتر دادستان کل در مسکو، بخشی از وزارت دادگستری اتحاد جماهیر شوروی به ریاست آندره ویشینسکی بود. او در پرونده‌های غیرسیاسی از جمله جرایم اقتصادی، باند خلافکاران و پرونده‌های آدم‌کشی کار می‌کرد. زمانی که سوتلانا مدرسه را شروع کرد، دفتر دادستانی را ترک کرد و وکیل مدافع جنایی شد.
چروونایا در سال ۱۹۶۶ از دبیرستان فارغ‌التحصیل شد و در دانشگاه دولتی مسکو در دپارتمان تاریخ ثبت نام کرد.
چروونایا در سال ۱۹۷۰ ازدواج کرد و دارای دو فرزند، یک دختر متولد ۱۹۷۴ و یک پسر متولد ۱۹۸۷ است. شوهرش که فیزیک‌دان و ریاضی‌دان بود در سال ۱۹۸۹ بر اثر سرطان درگذشت.

## حضور در ایران
در دی ۱۳۸۳، پروفسور سوتلانا چروونایا در همایش «هنر و جهانی شدن» که از طرف مرکز مطالعات و پژوهش‌های هنری وزارت فرهنگ و ارشاد اسلامی در موزه هنرهای معاصر تهران برگزار شد، به عنوان سخنران حضور داشت.